# Unión Entrerriana de Rugby
La Unión Entrerriana de Rugby (UER) agrupa a los clubes de rugby la provincia de Entre Ríos, Argentina. Fundada el 30 de marzo de 1979, forma parte de la Unión Argentina de Rugby (UAR), a la vez miembro de la World Rugby (WR).
Actualmente cuenta con 25 clubes participantes entre afiliados e invitados.
Junto con los clubes de Rosario y Santa Fe, compiten en el Torneo Regional del Litoral, en las divisiones superiores; y con los clubes miembros de las Uniones de Santa Fe y Noreste, participa del Torneo 3 Uniones del Río Paraná. Para los clubes en las divisiones juveniles hay campeonatos junto con los equipos de Santa Fe. Además del Torneo Regional Litoral Femenino.
También organiza un Torneo Provincial en el cual participan la mayoría de los clubes del interior de la provincia masculino y femenino.
En tanto, la selección de Entre Ríos compite en el Campeonato Argentino de Rugby y el Seven de la República.
Es también la organizadora del Torneo Seven de la República.

## Presidentes de la UER
- 1979-1980: René Bonfils (Club A. Estudiantes)
- 1981-1982: Néstor Golpe (Club Tilcara)
- 1983-1985: Horacio Maiztegui Marcó (Club A. Estudiantes)
- 1986-1988: Juan A. Ramírez Montrull (Club Tilcara)
- 1989-1990: Neris Bonilla (Club A. Estudiantes)
- 1991-1992: Juan A. Ramírez Montrull (Club Tilcara)
- 1993-1998: Pablo Barrandeguy (Club A. Estudiantes)
- 1998-2001: Eduardo Tenca (Club Tilcara)
- 2002-2006: Gustavo Vilar (Club A. Estudiantes)
- 2007-2009: Daniel Marcó (Club A. Estudiantes)
- 2009-2011: Daniel Marcó (Club A. Estudiantes)
- 2012-2014: Carlos Ascúa (Paraná Rowing Club)
- 2015-2016: Luis Dall`Ava (Paraná Rowing Club)
- 2017-2019: José Carlos Cuestas (Club Tilcara)
- 2020-2022: Nelson Di Palma (Club A. Estudiantes)

## Clubes Afiliados
- Club Atlético Estudiantes (Paraná)
- Club Tilcara (Paraná)
- Paraná Rowing Club (Paraná)
- Atlético Echagüe Club (Paraná)
- Capibá Rugby Club(Paraná)
- Club Salto Grande (Concordia)
- Club Universitario (Concepción del Uruguay)
- Club Los Espinillos (Concordia)

## Clubes Invitados
- Chaná Timbú Rugby Club (Oro Verde)
- Camatí (Viale)
- Club San Martín (San Jaime)
- Club de Rugby Curiyú (Chajarí)
- Club Atlético Unión de Crespo (Crespo)
- Carpinchos Rugby Club (Gualeguaychú)
- Club Sportivo Peñarol (Rosario del Tala)
- Nogoyá Rugby Club (Nogoyá)
- La Paz Rugby Club (La Paz)
- Colón Rugby Club (Colon)
- Asociación Deportiva y Cultural (Crespo)
- Club Atlético Huracán (Victoria)
- Club Atlético Parque (Villaguay)
- Jockey Club de Concepción del Uruguay (C. del Uruguay)
- Pacarí Rugby Club (Villa Elisa)
- Club Atenéo Federal (Federal)
- Club Central Entrerriano (Gualeguaychú)
- Jockey Club de Gualeguay (Gualeguay)
- Ciclista Unidos (San Salvador)

## Comisión Directiva (2023/2025)
- - Presidente: GABRIEL BOURDIN (Paraná Rowing Club)
  - Vicepresidente: ALEJANDRO ARNAU (Club Tilcara)
  - Secretario: FABIAN DORIGON (Club A. Estudiantes)
  - Prosecretario: EMILIANO CHAPARRO (Club A. Estudiantes)
  - Tesorero: GUSTAVO FALCO (Club Tilcara)
  - Protesorero: ADOLFO CISLAGHI (Paraná Rowing Club)
  - Vocal 1: MARTIN CIPRIANI (Club Tilcara)
  - Vocal 2: CLEMENTE MINICUCCI
  - Vocal Suplente 1: MARTIN WHITE (Club A. Estudiantes)
  - Vocal Suplente 2: ANALIA FABRE (Colón Rugby Club)
  - Vocal Suplente 3: CARLOS DIAZ (Club Salto Grande)  COMITE DE DISCIPLINA:
  - FERNANDO CALLEJO (Club A. Estudiantes)
  - ALEJANDRO GRIPPO  (Paraná Rowing Club)
  - FRANCISCO BONFILS (Club A. Estudiantes)
  - AURELIAN PARKINSON (Club A. Estudiantes)
  - JORGE BARBAGELATA (Club Tilcara)  REVISORES DE CUENTAS:
  - TITULAR: HUMBERTO VENTURINI (Club A. Estudiantes)
  - SUPLENTE: MATIAS GABIOUD (Club A. Estudiantes)

## Administración
- Gerencia: Daniel Gallardo

- Secretaría: Cristina Trejo

## Centro de Alto Rendimiento
- Director: Sr. Joaquín Barrandeguy
- Preparador Físico: Prof. Jesus Beber

## Oficial de Desarrollo Provincial (ODP) 2024
- Prof. Rodrigo Zapata Icart

## Torneos en los que participa la UER
- Torneo Provincial
- Torneo Regional del Litoral (Masculino)
- Juegos de la Región Centro
- Torneo Dos Orillas
- Torneo 3 Uniones del Río Paraná
- Torneo Regional del Litoral (Femenino)
- Seven Provincial
- Seven de la República (UAR)
- Circuito de Selecciones (Femenino)